# 2016年反釋法遊行
2016年反釋法遊行發生在2016年11月6日至8日的香港，其遊行目的为抗议中華人民共和國全國人大常委會針對香港立法會宣誓風波对《香港特別行政區基本法》进行第五次釋法，民間人權陣線公布约有13,000人參與。
部分人傍晚臨時改道遊行至中聯辦，佔據德輔道西、西邊街等道路示威，並與警方衝突，示威到11月7日凌晨約3時才結束。示威期間，港鐵西營盤站首次按警方要求而封閉及不載客，多條道路臨時封閉，部分傳媒稱之為「佔領西環」。
11月8日，香港法律界人士發起「靜默黑衣遊行」，約有3000人參與，是5次黑衣遊行以來人數最多的一次。

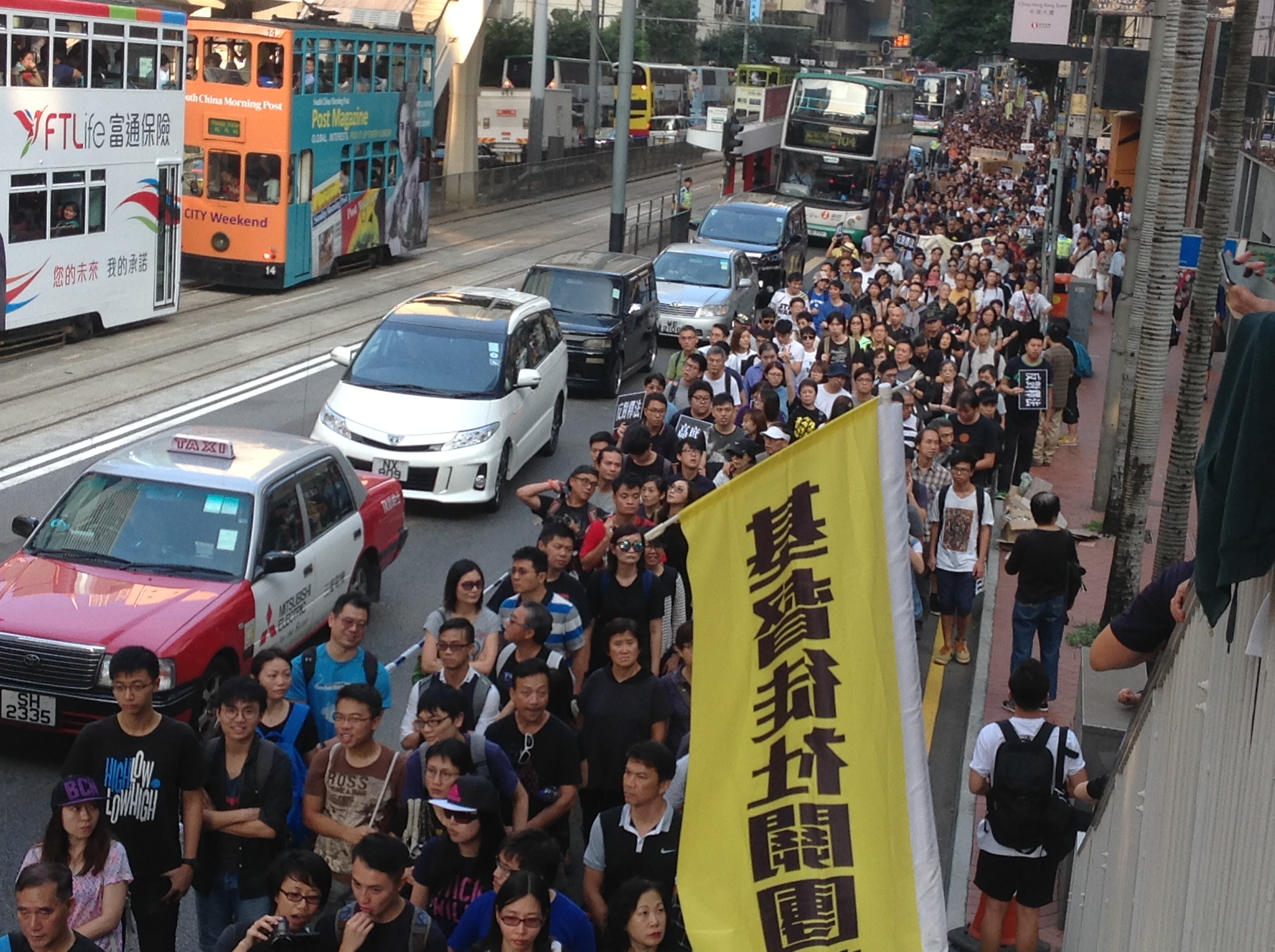
香港各界發起反人大釋法大遊行和集會

## 背景
2016年10月12日，立法會宣誓時，青年新政立法會議員梁頌恆及游蕙禎在誓詞中讀粗口及含支那字眼及展示「HONG KONG IS NOT CHINA」標語，而被立法會秘書長陳維安拒絕監誓，因此不能參與選舉立法會主席程序。
同年11月1日，行政長官梁振英表示不排除全國人大常委會就宣誓風波進行釋法。多個政黨批評梁破壞司法獨立，是威脅和干擾法院。
同年11月4日，民間人權陣線宣布，將於周日（11月6日）下午3時發起反對人大釋法遊行，主題為「守護香港法治，反對人大釋法」，由灣仔盧押道近修頓球場集合，遊行至中環終審法院（即舊立法會大樓）前集會。而人大將於11月7日上午表決釋法。

## 過程

### 11月6日
下午3時半，遊行正式出發，多個政黨及團體包括民主黨、公民黨、香港眾志、社民連、新民主同盟、小麗民主教室、工黨，以及本土派的青年新政及東九龍社區關注組，港大中大等15間大專學生會均有參加。多名立法會非建制派議員包括羅冠聰、梁國雄、楊岳橋、張超雄、劉小麗等都有出席，而未能宣誓的立法會議員游蕙禎及梁頌恆亦有參與遊行，此外，銅鑼灣書店店長林榮基亦有到場參與遊行。
林榮基表示，梁頌恆、游蕙禎雖宣誓時不夠謹慎，但不涉及國家安全；他認為中共誇大說法，目的在趁機約束香港議會，侵犯香港言論自由。
其後警方將修頓球場各主要出口封閉，只開放球場盧押道側門予遊行人士離開，阻礙遊行人士出發，令遊行速度嚴重拖慢。遊行隊伍起步逾半小時後，龍頭已抵達金鐘統一中心，但仍有大批遊行市民被困修頓球場，有遊行人士不滿警方安排，要求警方開放球場其他出口予遊行人士離開。
遊行隊伍經過「保衛香港運動」支持釋法集會地點時，雙方一度互罵，支持釋法人士約有50人。「保衛香港運動」發起人傅振中向反對釋法遊行人士舉中指。
約4時20分，有遊行人士途經高等法院時默哀3分鐘。
遊行隊伍在中環匯豐總行外分道揚鑣，民陣、多個傳統泛民政黨及新民主同盟到終審法院集會（即舊立法會大樓），香港眾志、社民連、工黨及本土派團體則更改遊行路線，趁張曉明會見香港籍全國人大代表及政協委員之際前往中聯辦抗議。
約5時50分，原隊伍隊尾抵達終審法院；終審法院外民陣集會請來多個立法會議員、法律學者及民間團體上台演說。

#### 遊行至中聯辦
- 下午5時許，約4,000人與傳統泛民隊伍分開，並佔據皇后大道中一條行車線，緩慢前往中聯辦，警方呼籲隊伍使用一條行車線遊行，並舉起黃旗警告，但未阻止前行。遊行人士則喝倒彩回應。其後前往中聯辦的遊行人士越來越多，皇后大道中全封，他們行至皇后大道西時，警方意圖收窄至僅餘1條行車線，讓他們前進，惟收窄不果，遊行人士以身開路，佔據整條皇后大道西。

- 晚上6時半，遊行人士原本打算沿朝光街直行至中聯辦，但警方要求右轉德輔道西，雙方對峙。警方又指示巴士繼續前行，無視馬路上的遊行人士，遊行人士隊頭轉右，佔據整條德輔道西。大隊在德輔道西及西邊街前被警方截停，未能前進。遊行人士一度與警方推撞，擾攘約15分鐘，警方指示巴士向後退，開出西邊街全線，遊行人士其後經西邊街進入中聯辦，但由於人數眾多，當他們抵達干諾道西時，要求警方開路。社民連主席吳文遠在欄杆站立，警方先黃旗後紅旗警告，企圖帶走他，並用警棍打向捉著他的示威者，最後吳文遠被帶上警車。

- 晚上7時半，主辦方稱與警方溝通後，警方容許遊行人士以「流水式」分批到中聯辦後門示威，遊行人士不滿，突然起哄欲突破警方鐵馬防線。警方阻止他們推走鐵馬，又舉起紅旗警告，期間不斷施放胡椒噴霧，有遊行人士擲水樽還擊，又以雨傘抵擋胡椒噴霧。警方則搶走雨傘，又揮動警棍，有人被帶上警車。不少示威者、記者中椒，有警察亦誤中。

- 晚上8時，警方以保護市民為由強行將游蕙禎帶往一旁，情況一度混亂[6]。

- 至8時半，遊示威人士再與警察發生衝突，警方再次施放胡椒噴霧，示威者舉起雨傘抵檔，大批防暴警察進駐防線增援。惟警方多次施放胡椒噴霧殃及同袍，游蕙禎則為中椒女示威者洗眼。其後配備防暴裝備的警察，在高台舉起藍旗警告，指現場是違法的遊行集會，要求示威者散去，否則「可能使用武力」。

#### 「佔領西環」
- 接近9點，西區警署外的大批示威者衝出馬路，坐在路中心，佔領德輔道西。中聯辦外示威者得悉有市民已佔據德輔道西，隨即向後走退，向德輔道西電車路增援。運輸署宣佈，介乎德輔道西及干諾道西的西邊街全線，及德輔道西東行近西邊街的部分行車線封閉[7]。示威人士在德輔道西以垃圾桶、欄杆等雜物架起防線，防暴警推進，舉紅旗和多次噴椒，示威者以水樽及雪糕筒還擊，又打開雨傘形成遮陣，其後雙方對峙。

- 9時半，過百警察手持警棍在德輔道西近朝光街位置戒備，一名市民高舉黃傘和標語坐在警方前。游蕙禎及示威者代表與警方談判，要求開路前往中聯辦，有示威者代表要求，與基本法委員會主任李飛、中聯辦主任張曉明在中聯辦見面。港大學生會開放臨時庇護中心，讓同學清洗傷口，及提供食水和乾糧。

- 9時42分，警方第二排防線向前推進，由朝光街推進到中聯辦後門，他們手持防暴盾牌和警棍，交接第一度防線，並舉起紅旗[8][9]。

- 10時20分，港鐵西營盤站因應警方要求關閉，列車亦不會停站，是為港鐵西營盤站首次按警方要求而封閉及不載客。10時26分，港島總區高級警司（行動）謝國偉見記者，呼籲公眾勿前往德輔道西及中聯辦一帶，警方至少拘捕2名男子，指他們涉嫌阻差辦公和未能出示身份證明文件。
- 10時許，香港眾志、工黨及大專政改關注組，由代表林朗彥在現場發表聲明，眾志立法會議員羅冠聰及成員黃之鋒亦在現場，林指他們不會輕易解散，但不會有暴力行動及主動襲擊警方，如稍後有人主動襲擊警方，行動將自動終結，但他亦指出如警方步步進逼，他們將向中環方向退守，但強調非解散，亦呼籲在場人士不要離開。

- 10時44分，警方沿皇后大道西往西邊街推進，其間有人跌倒，情況混亂，示威者向警方掉雜物，於西邊街與警方對峙，現場有防暴警手持催淚彈槍戒備。
- 11時26分，於示威者將防線往後移，現場留下大片真空地帶，示威者被警方夾在德輔道西和西邊街[10]。

### 11月7日
- 凌晨0時12分，梁頌恆通過麥克風擴音建議示威者向中環方向移動，因現場地理位置不利群眾；游蕙禎則說，示威者可「野貓式」行動，自由發揮；羅冠聰亦指，希望示威者先向中環方向移動，保持非暴力原則，又指現時示威者在警署外，不利示威者。
- 凌晨0時33分，羅冠聰再開咪稱，與遊行團體有共識，重申現時部署和位置對示威者相當不利，呼籲示威者向中環離開，有示威者不滿。隨即，警方在德輔道西的防線向中環方向推進，由於防線突然推進，情況混亂，警方又在西邊街同時推進，兩條防線會合，示威者後退，有人投擲雜物，警方再次施放胡椒噴霧。
- 凌晨0時55分，社民連和香港眾志指，鑒於現場形勢十分不利，為避免更大犧牲，香港眾志、工黨、社民連、大專政關宣佈行動結束，呼籲示威者往中環方向離開。而在德輔道西的警方速龍隊跑上前驅趕人群，防線推至正街，其間有人跌倒，並已攻破示威者早前築起的「垃圾桶防線」，而在正街一邊，亦有警察佈防。
- 1時15分，警方防線繼續推進，經過正街後，暫停推進。
- 2時後，警方速龍隊再大幅推進防線，驅散示威者，防線已過東邊街，停在修打蘭街，有速龍成員手持催淚噴劑戒備。警方趁人群開始後退時，加上有示威者向警方投擲雜物，防線趁機向東推進，由東邊街開始移動，至文咸西街停下，狙擊由速龍小隊主導，沿途不停揮動警棍，示威者不斷後退。數十名示威者再到修打蘭街，即警方防線前聚集，又將多塊卡板和垃圾桶至馬路，築起新的防線。
- 接近3時，警方叫全部人離開馬路，指德輔道西即將開通，又開始清走德輔道西的雜物，包括床褥等。修打蘭街開始有車轉入德輔道西西行。其後德輔道西重新通車，人群亦漸漸散去。[11]

## 後續
- 事件中警方共拘捕4人，包括其中2男1女，年齡介乎39至65歲，另有兩名警員受傷。[12]2017年初，警方再拘捕6人，被捕人士包括林朗彥、林淳軒及黃嘉浩。[13]2017年，黃嘉浩因曾參與反釋法遊行而被拘捕[14]
- 舉報，4,000名反釋法市民欲前往中聯辦請願，但警方多次截停遊行隊伍，不准他們靠近，觸發衝突。示威者佔領西環德輔道西一帶長達8.5小時，至凌晨近3時才散去。[12]
- 大會於傍晚公布，有13,000人參與遊行，而前往中聯辦的遊行人士則有4千人[15][16]。